# Tremp (ciutat)
|  | Aquest article tracta sobre la ciutat. Si cerqueu el municipi, vegeu «Tremp». |

La ciutat de Tremp és el cap i casal tant del municipi del mateix nom com de la comarca del Pallars Jussà, del partit judicial de Tremp i de l'arxiprestat homònim, pertanyent al bisbat d'Urgell. El terme de la ciutat de Tremp constitueix actualment un enclavament del seu municipi, separat de la resta pel terme de Talarn.

## Etimologia

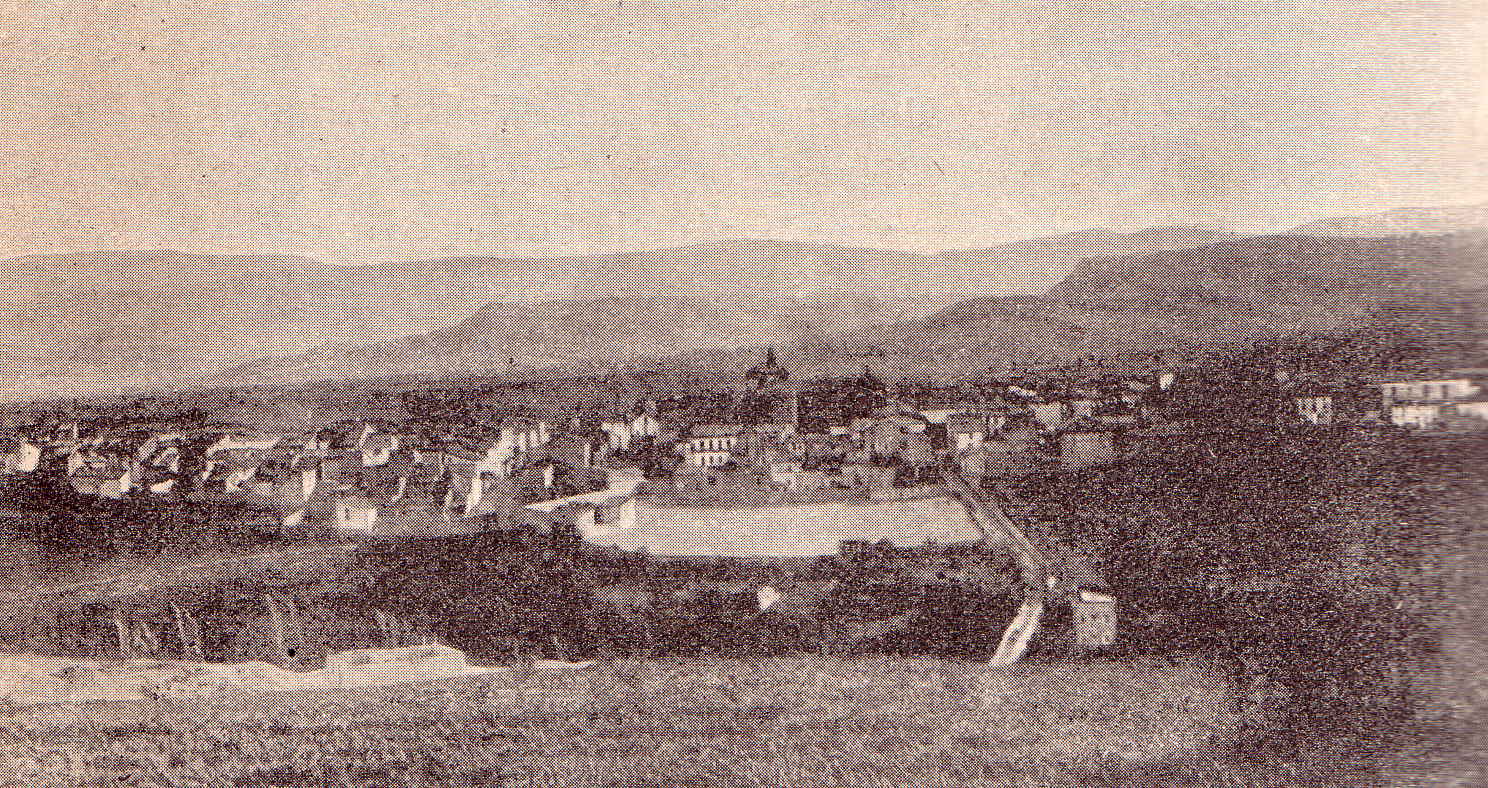
Vista general de Tremp el 1900

L'etimologia del topònim «Tremp» ha estat controvertida i plena de dubtes. Almenys fins ara, no hi ha una única explicació etimològica acceptada per tots els especialistes en el tema. Joan Coromines dedica un llarg article a intentar aportar llum sobre l'origen del nom de la capital pallaresa. Descarta d'entrada que l'origen sigui la paraula llatina templum i, en canvi, es decanta per una arrel no indoeuropea d'origen itàlic portada aquí pels primers colonitzadors indoeuropeus, sorotaptes que havien fet estada en terra venetoligur abans d'arribar als actuals territoris de parla catalana. Coromines també postula que fou abans el gentilici, trempolins que no pas el nom de la ciutat, Tremp, i que en aquest cas seria al revés del que és habitual: el nom de la ciutat es referiria al lloc on s'havien situat els seus pobladors.
En la falsa acta de consagració de la Seu d'Urgell, atribuïda a l'any 819, ja figura la inscripció que dicunt ad Trimplo. En els documents posteriors on apareix el nom de la ciutat, ja és esmentada amb la forma actual.

## Ciutat
La vila de Tremp, esdevinguda ciutat el 27 de maig del 1884, té un territori propi molt petit, ampliat modernament, en créixer la ciutat, a costa de parts del terme de Talarn, com ja ha quedat dit anteriorment. La vila medieval s'havia format en el territori de la canònica, antic cap de deganat, de Santa Maria de Tremp, o de Valldeflors, i constava d'uns carrers de clara disposició medieval, envoltats per muralles, que Pascual Madoz havia vist i descrit en el seu Diccionario geográfico... del 1845. Tanmateix, cal dir que en molts moments de la història, el paper de capital l'hagué de disputar amb Talarn. Talarn, però, sempre tingué un paper més polític i militar, lligat a l'antiga Comanda de Susterris, mentre que Tremp actuava més com a vila civil i comercial.
El nucli antic estava format per dos carrers en forma de creu (Soldevila-Capdevila i Peressall) que es troben en una petita plaça, i tot de carrers més petits, irregulars, que omplen els quatre quarters en què queda dividida la ciutat. El carrer de Peressall discorre de llevant a ponent; a l'extrem est hi havia el portal de Peressall, enderrocat el 1915; els carrers de Capdevila i Soldevila, que són una continuïtat de l'altre, ho fan de nord a sud. Cap a migdia s'anomena carrer de Soldevila, ja que davalla lleugerament cap a la part més baixa: el sòl de la vila; cap a septentrió, és el carrer de Capdevila, que puja lleugerament cap a la més alta: el cap de la vila. Al capdavall del carrer de Soldevila hi havia hagut una altra porta, desapareguda el 1903. Al capdamunt del carrer de Capdevila també hi havia hagut un portal, i al carrer de Sant Roc -continuïtat cap a ponent fora muralles del de Peressall- una quarta entrada al clos de la vila.
El traçat urbanístic, amb dos carrers creuats formant quatre parts aproximadament iguals recorda la distribució d'un campament militar romà. És una de les hipòtesis barallades a l'hora d'explicar la naixença de Tremp; no hi ha vestigis arqueològics que permetin de corroborar-ho, ara per ara, però continua essent una hipòtesi plausible. En el quarter sud-oest de la vila se celebrava el mercat, a la plaça que rebia per nom del Mercadal. Amb la creixença de darreries del segle xix i començaments del XX, en el moment que s'enderrocaren les muralles i els portals de la vila, aquesta plaça del Mercadal es convertí en carrer, ja que se li va donar sortida cap al sud. Esdevingué el carrer més ample del nucli antic de Tremp.
A l'angle nord-est del recinte clos de la vila hi havia l'església actualment parroquial, antigament canònica de Santa Maria de Valldeflors de Tremp.
Aquest recinte era emmurallat, amb un fossar el traçat del qual era exactament el mateix que l'actual del carrer, i carretera, que circueix el nucli antic de Tremp. Conserva encara el nom del fossar: passeig del Vall. D'aquest recinte, actualment se'n conserven tres torres, dues d'elles actualment exemptes (la de la Sagristia i la de Soldevila, també anomenada dels Padres pel fet de formar part de l'edifici on hi havia hagut el col·legi dels Pares de la Sagrada Família), i la tercera, la de Mingo, encara immersa en un pany de cases que ressegueixen l'antiga muralla. La mateixa torre encara forma part d'una casa. Es té memòria que el 1917 n'hi havia tres més, de torres, a les cases de Feliu, Gavatxa i Millet. La torre anomenada Gavatxa va ser enderrocada també a principis del segle xx.
| Torres de la muralla de Tremp | Torres de la muralla de Tremp | Torres de la muralla de Tremp | Torres de la muralla de Tremp |
| ----------------------------- | ----------------------------- | ----------------------------- | ----------------------------- |
| Torre de Soldevila            | Torre de la Sagristia         | Torre de Mingo                |                               |
| Torre de Soldevila            | Torre de la Sagristia         | Torre de Mingo                |                               |

Tot i les constants transformacions que ha sofert Tremp en els darrers mil anys, es pot comprovar fàcilment que el traçat d'aquest nucli antic correspon a una manera de concebre l'urbanisme de caràcter essencialment medieval, romànic.
El primer creixement de Tremp fora muralles fou cap a llevant, formant-se el Raval dels Caputxins, que s'estén entre la plaça de la Creu (l'antic Peiró, on hi havia hagut la pedrera emprada per a construir les muralles de la vila medieval), i l'extrem de la costa que va pujant cap a llevant fins al lloc on hi hagué el convent dels caputxins, el lloc del qual està actualment ocupat per l'Hospital Comarcal. El segon eixample fou el del carrer de Sant Roc, cap a ponent, ja en el segle xviii, i al XIX creixia cap al nord, formant-se el barri de les Adoberies i el carrer de sant Jaume, en el límit amb el barranc de les Adoberies (barranc de Fontvella) i entrant fins i tot en terme de Talarn.
Ja en el segle xx continuà el creixement de la ciutat, per un cantó omplint els buits existents entre els eixamples anteriorment esmentats (la Sort de Mir, la Vall de Manyanet, el 1913), i per l'altre urbanitzant el sector meridional. Fou el moment en què s'obrí el Passeig de la Rambla, s'urbanitzà el Prat de Sullà (1923) i, finalment, la Sort de Sullà (1937). D'aquesta manera quedava pràcticament esgotat el terreny del terme municipal de Tremp en aquell moment. Per tal d'evitar l'ofec que això representava per a la ciutat, el 1959 s'hi afegiren les porcions ja esmentades del terme de Talarn, que permeteren -i continuen permetent- un cert creixement urbanístic del cap del Pallars Jussà.
El fet que les terres de la canònica de Santa Maria de Valldeflors no fossin gaire extenses i, a més, del tot envoltades per terres dels Hospitalers de Susterris, ha limitat molt el desenvolupament de la ciutat de Tremp al llarg de la història.

## Història

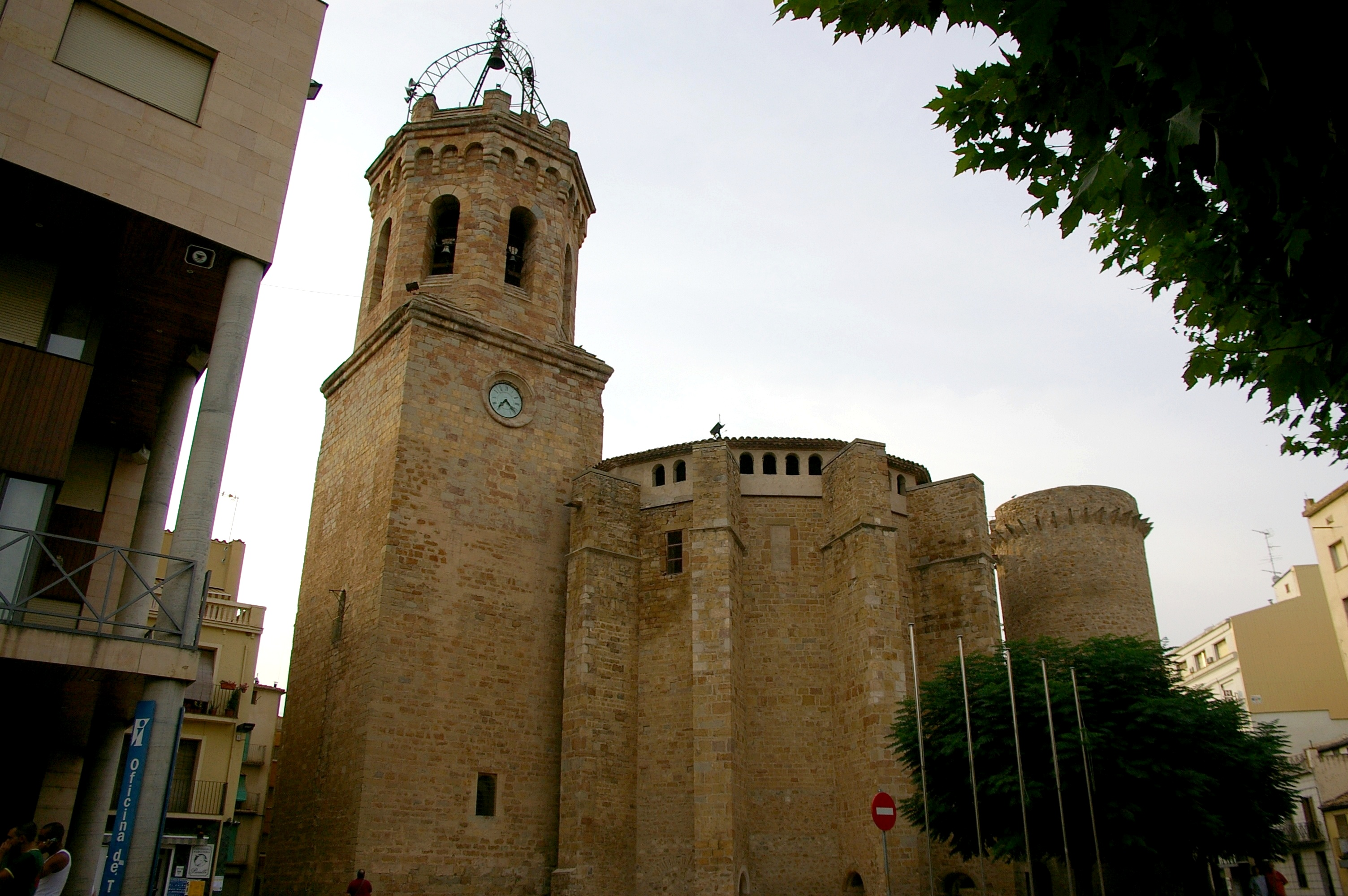
La basílica de la Mare de Déu de Valldeflors

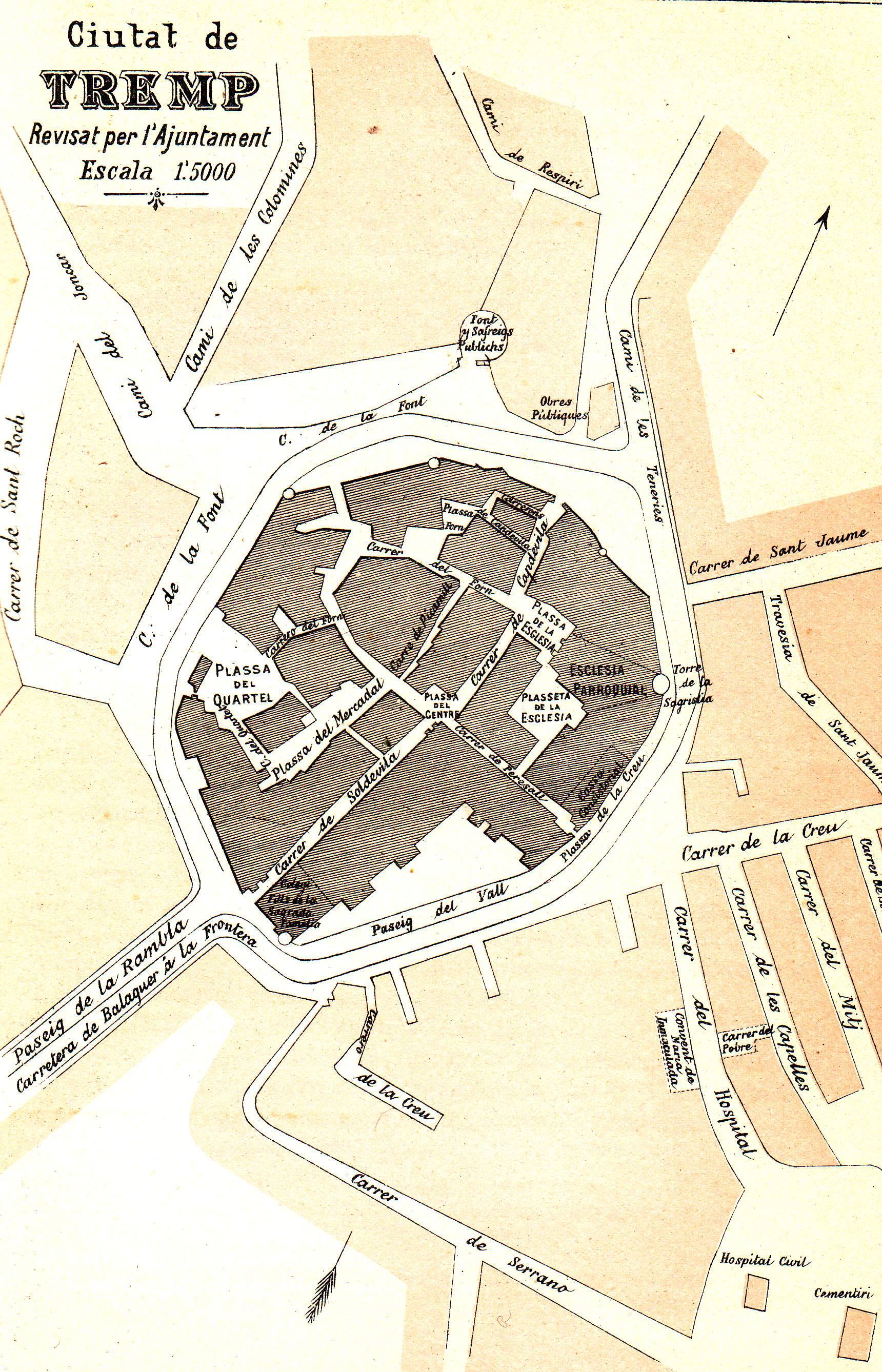
La ciutat de Tremp, vers 1900

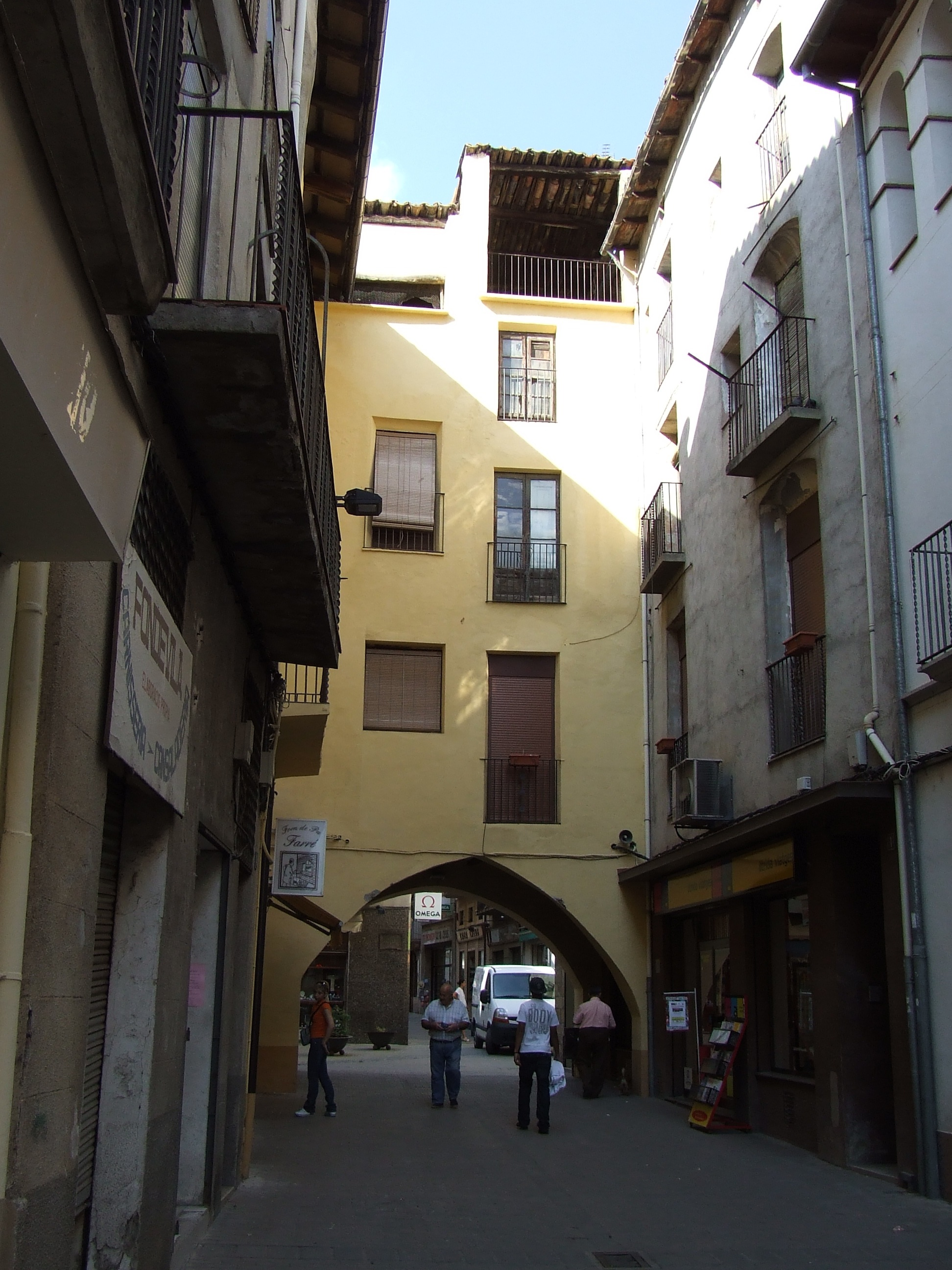
El carrer del Mercadal, mirant cap al nord

### Edat antiga
Segons alguns autors, Tremp és un dels llocs on s'establiren les colònies en l'època de la romanització.

### Edat mitjana
La vila de Tremp està documentada almenys des del 1079, quan els comtes de Pallars Jussà doten de territori propi “en terme del castell de Tendrui” l'església de santa Maria. Fins ara s'havia donat per bona la data del 819 o 839, que consta en un document apòcrif: l'acta de consagració de la catedral de santa Maria d'Urgell, a la Seu d'Urgell. Actualment, però està prou establert pels historiadors que aquesta datació és falsa, i que es tracta d'un document realment escrit ja al segle xii.

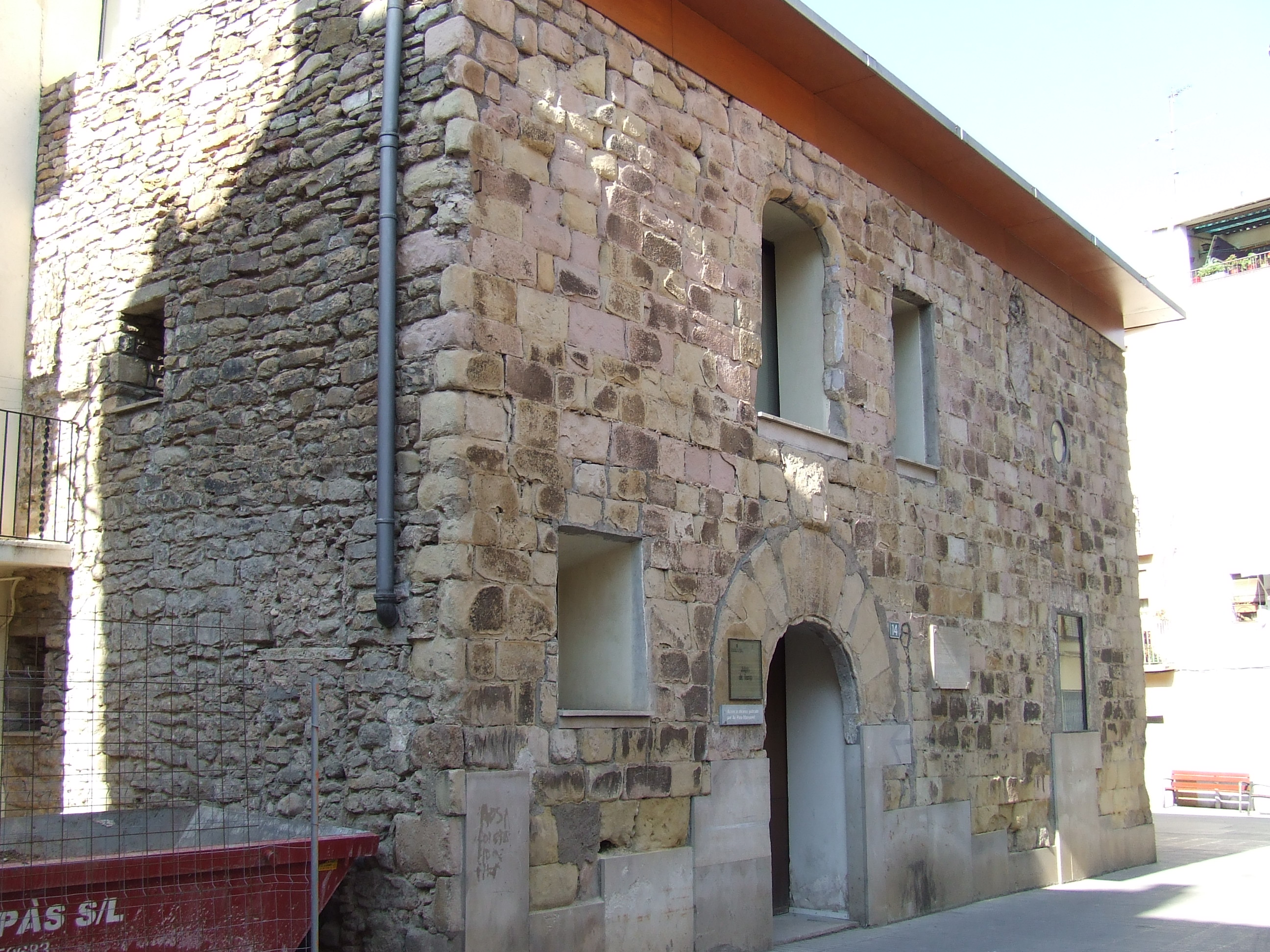
Antic hospital de pobres de Tremp, ara seu dels jutjats de la ciutat

Cal dir que en aquesta mateixa època, i sempre dins del mateix terme -petit- de Tremp, hi hagué més d'un nucli de població. A la ciutat actual, hauríem d'afegir la part que hi hagué, com es dirà tot seguit, entorn de l'actual hospital, i les restes del Despoblat de Congistols que es trobaren anys enrere (i que avui dia semblen desaparegudes del tot per mor de l'obertura d'un polígon industrial) entre els barrancs de Juncà i de la Fontvella, ran de la carretera de Tendrui. Un altre nucli de població medieval estigué al lloc ara conegut com a Despoblat d'Enorts, del qual es conservaven el 1912 les restes de la seva església. Es tractava d'unes ruïnes situades 120 m. sota la Granja d'Enorts, o Borda dels Frares, en el costat esquerre de Susterris, a uns 2 quilòmetres de Tremp i a una altitud de 450 m. Completaria aquesta relació la desapareguda església de Sant Jaume de Pallars, situada on ara hi ha l'alberg de Tremp.
En el document del 1079 es parla de l'església de santa Maria com d'una església refeta perquè havia estat temps enrere destruïda pels pagans; sens dubte, es tracta d'una referència a la presència dels alarbs al Pallars Jussà durant el segle xi. El 1087 es completa la donació del 1079, i els comtes de Pallars atorguen a Santa Maria de Tremp la vila i terme, juntament amb les cases que hi ha i els homes que hi vivien.
Aquesta primera població obtingué ben aviat el títol de vila reial, i el 1174 ja celebrava una important fira, que era de les més importants del Pirineu català, i que serví d'aglutinador comercial en molts quilòmetres a la rodona. Se sap que el 1288 eren dos els mercats setmanals que es duien a terme a Tremp dimecres i divendres (el 1664 es traslladà el mercat, en aquell moment únic a dilluns, dia en què encara es fa actualment). Com que la celebració de mercats i fires estava subjecta a concessions reials, a l'edat mitjana, se'n pot inferir la importància que adquirí la vila de Tremp en aquells temps. Encara es confirmà aquest paper rellevant de la vila el 1385, amb la concessió d'una segona fira anual, de quinze dies de durada, igual que la primera fira existent des d'almeys 200 anys abans. Amb el pas del temps, en èpoques més modernes, augmentà el nombre de mercats, sobretot específics, com la Fira dels Alls, el 4 d'agost; el de sant Tomàs, el 21 de desembre, dedicat al porc; el de sant Joan, el 24 de juny, dedicat a la llana... Ja en temps recents s'ha afermat la Fira Industrial i Agrícola, per sant Bonifaci, copatró de Tremp (14 de maig). Per tant, Tremp no ha perdut mai, de l'edat mitjana ençà, el seu rellevant paper de centre comarcal des de tots els punts de vista.
El nucli primitiu de Tremp sembla que era sensiblement més a llevant que l'actual emplaçament de la vila vella. Aproximadament, devia ser pels volts d'on ara hi ha l'hospital, antic emplaçament d'un convent de caputxins al lloc antigament conegut com la Pedrera, i més tard com el Peiró. És a partir de darreries del segle xi que creix la ciutat nova, l'actual nucli vell de Tremp. Ben aviat s'envoltà de muralles, amb torres que anaven afermant el circuit murat, i també ben aviat s'ocupà tot el recinte interior. Així va esdevenir una ciutat forta militarment i forta econòmicament, ja que esdevingué un important centre comercial (el 1358 hi són censats 144 focs: uns 720 habitants).
Tremp, però, com a plaça forta estratègicament ben situada, fou objecte de moltes controvèrsies de cara a obtenir-ne el domini. Inicialment pertanyent a la canònica de santa Maria de Tremp, el 1171 el bisbe d'Urgell Arnau en cedí els drets als comtes pallaresos Ramon Miró I i la seva muller Anglesa, i més tard el següent bisbe, Bernat de Vilamur, feu una altra cessió a favor de Ponç de Vilamur, parent seu, cessió confirmada el 1219 pel bisbe d'aquell moment, Pere. El 1257, en una butlla del papa Alexandre IV, els canonges de Tremp arribaren a una concòrdia amb el bisbe d'Urgell i li cediren el senyoriu de la vila i terme.
No s'acabaren, però, aquí els tràfecs: el 1303 s'estengué una nova concòrdia, ara entre el bisbe d'Urgell i el mateix comte-rei Jaume el Just, pel tema de la jurisdicció sobre la vila. Fins al 1328 s'arrossegà aquest tema, sense acabar de resoldre del tot, per les pretensions d'una banda i de l'altra damunt d'aquesta jurisdicció, que acabà en mans del rei. L'11 d'octubre del 1370 Pere el Cerimoniós va vendre els drets que hi tenia la corona a la mateixa Universitat de Tremp (nom que rebia el precedent dels actuals ajuntaments d'aquella època). A la venda s'hi ajuntaven els castells de Talarn i Orrit.
Tremp esdevingué una vila forta i, alhora, pretesa i combatuda en totes les guerres que hi hagué en el seu territori. Fou saquejada el 1368 pels francesos, i el rei, en ajut de la vila, hi concedí el dret d'imposar determinats tributs, resistí l'embranzida del comte de Foix el 1396, fou ocupada per Lluís de Mudarra el 1476 en el marc de la guerra amb Joan II

### Edat moderna
El 1553, en el Fogatge d'aquell any, apareix ja amb una població superior a la de Talarn, malgrat que la importància política i l'extensió del terme d'aquesta darrera vila era superior a la de Tremp. Hi apareixen ja més d'un centenar de focs (que, multiplicats per cinc, donen una xifra aproximada al nombre d'habitants, superior al mig miler).
La vila de Tremp tingué també un paper destacat a la Guerra de Successió. De marcada tendència austriacista, els pallaresos donaren suport, com la major part de Catalunya, a la causa de l'Arxiduc Carles d'Àustriai, per tant, sofrí la dura repressió de Felip V un cop acaba aquella guerra, així com la imposició dels Decrets de Nova Planta.

### Edat contemporània
El paper estratègic de la vila de Tremp li conferí, una vegada més, un lloc destacat a la Guerra del Francès i a les tres Guerres Carlines, fins que se'n desmantellaren les muralles a partir del 1876. L'any 1910 queia el darrer tros de muralla, el que envoltava la capçalera de l'església de santa Maria i la rectoria adjunta al costat nord; només se'n conservà la torre de la Sagristia.
Tanmateix, aquestes mateixes muralles havien estat reforçades i ampliades més d'un cop, arran d'algun dels esdeveniments bèl·lics que s'hi visqueren. Fou especialment durant les carlinades: es construïren fortins fora vila; un a la Quera, en direcció a Claret, un altre al Pinell, pel camí de Palau de Noguera, i un de tercer al Xut, pel camí de Talarn. El 1874, arran de la Tercera Guerra Carlina, s'enderrocava la major part de les muralles i dels fortins esmentats, cosa que permeté el creixement posterior de la ciutat.
Els primers censos de població es remunten a la segona meitat del segle xiv; en el del 1365 consten a Tremp 165 focs (unes 825 persones), i en el del 1394, 195 (970). És un volum de població prou considerable, com ho és també l'increment que s'experimenta en pocs anys. Tanmateix, les múltiples crisis viscudes a partir del segle XV afectaren greument Tremp (com tot el territori català), i el 1515 només s'hi registren 77 focs (uns 385 habitants), i 113 (uns 565) el 1553. No es recuperà del tot l'aleshores vila fins al segle xviii, seguint encara la tònica general de tot Catalunya; així, el 1718 se sap que hi havia 700 habitants, que ja eren 1.262 el 1787. El creixement fou continuat durant el segle següent, i s'arribà als 2.238 el 1860 i als 2.631 el 1887.
Fins a l'abolició dels senyorius, el 1831, Tremp pertangué senyorialment al bisbe d'Urgell.
Pascual Madoz, que coneixia molt bé Tremp per haver-hi viscut i haver lluitat a la Segona Guerra Carlina pels volts de Tremp amb els isabelins, o liberals, dedica tres articles diferents a parlar de Tremp: un per al partit judicial, un per la -aleshores- vila, i un tercer per a la Conca. Hi diu, per a la vila, que és al centre de la seva conca, en una plana ampla i oberta, bastant ben ventilada, clima sa, sense més malalties que les periòdiques de l'estiu. Escrita el 1845, ja parla de muralles desaparegudes, tot i que n'esmenta fragments. La muralla interior comprenia exclusivament el nucli urbà estricte, mentre que l'exterior abraçava també els ravals. La vila tenia en aquell moment 313 cases de cal, canto y yeso, generalment de construcció regular, de 2 pisos i 64 pams catalans d'elevació sobre el nivell dels carrers. Els carrers eren plans, amb voravies i clavegueres i força ben alineats. Tenia 5 petites places, una d'elles amb portals.
D'edificis públics, hi havia la Casa de la vila, l'escola de primeres lletres (on hi ha les presons del poble), l'hospital vell, la capella del qual serveix per a escola, una escola per a noies, i l'hospital, situat a l'antic convent de caputxins. Dona, per a Tremp. 266 veïns (caps de família) i 1.600 ànimes (habitants).
Just a darreries d'aquest segle xix altra vegada sacsejà Tremp una sèrie de malvestats que afectaren greument l'economia i la demografia del Pallars Jussà. En la Geografia general de Catalunya dirigida per Francesc Carreras i Candi, diu que l'any 1888 la ciutat té 564 edificis, amb 2.497 habitants, i el 1900 es compon de 605 edificis, amb 1.978 habitants. El 1910 en són 1.937: la fil·loxera feu malbé les plantacions de vinya de la comarca i la manca de desenvolupament industrial obligaren molts pallaresos a emigrar cap a les zones on s'estava desenvolupant intensament la indústria de darreries del XIX.

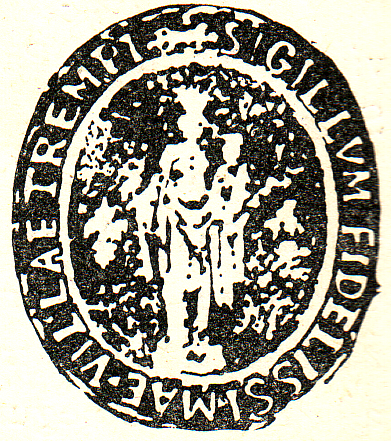
Segell municipal de mitjan segle XIX

La història contemporània de Tremp es pot considerar que comença quan arriba a la comarca l'empresa La Canadenca, encarregada de construir la presa de Sant Antoni i el complex derivat del pantà corresponent. Fins aquell moment, Tremp, i tota la comarca, continuava amb les formes de vida seculars al voltant de l'activitat agrària i del comerç, minso, que se'n derivava. L'activitat industrial se circumscrivia a les petites indústries locals (molines fariners, trulls, alguna fassina) i a l'activitat dels artesans, quasi sempre d'abast familiar. L'inici de les obres dels pantans suposà una obertura cap a l'exterior important, amb treballadors vinguts de fora, més trànsit de persones vingudes de fora, i pallaresos impel·lits per causes diverses a sortir fora de la comarca i, en el fins, una renovació fins i tot de costums, inclosa l'entrada de maquinària per als treballs del camp.

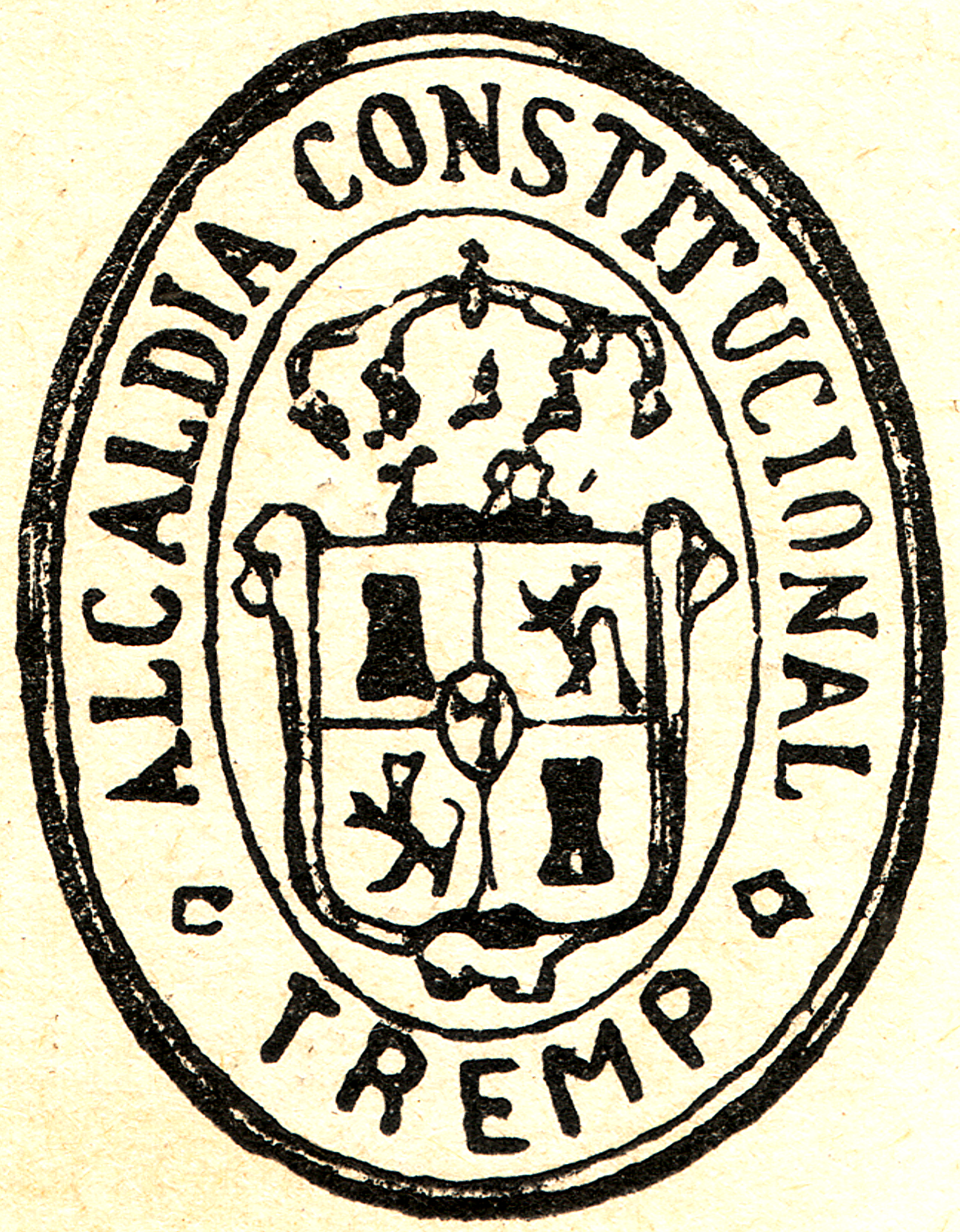
Segell municipal de la segona meitat del segle XIX

La incorporació de La Canadenca a la vida de la comarca comportà d'entrada un augment demogràfic, però de seguida provocà una revifalla econòmica, que permeté aturar una mica el despoblament de la ciutat i de la comarca. Es milloraren els sistemes de reg, amb la qual cosa van millorar considerablement els conreus, i Tremp arribava el 1920 als 2.115 habitants, que ja eren 3.329 el 1930, 3.521 el 1940 -amb la sacsejada de la Guerra Civil enmig-, 4.015 el 1950, 4.466 el 1960 i 4.919 el 1965 (els dos darrers, amb l'afegitó d'habitants del barri de les Adoberies, fins aquell moment de Talarn.
En els darrers 40 anys, el creixement s'ha aturat i, malgrat la incorporació dels set municipis ja esmentats, hi ha hagut uns alts i baixos que tornen a ser de creixença els darrers anys: 4.676 habitants el 1970, 4.880 el 1975, 4.793 el 1981 i 5.332 el 2005. Cal destacar que si bé el creixement de la població de Tremp sembla, almenys, estancat, el dels pobles agregats ha minvat de forma dramàtica, arribant al total despoblament en alguns casos, fenomen que ha desertitzat enormes zones de la comarca, només salvat en algun cas aïllat, com el d'Espluga de Serra, on una colònia de nous pobladors, dels que sovint s'anomenen neorurals, que han obligat fins i tot a reobrir l'escola del poble, de la mateixa manera que ha esdevingut a Bóixols, del terme d'Abella de la Conca. Cal afegir a aquesta observació el progressiu envelliment de la població, acompanyat d'un important descens de la natalitat. Tot plegat, fa que calgui esguardar el futur de la comarca amb certes dosis de preocupació, expressades pels geògrafs i sociòlegs 
Aquesta modernització i canvi profund quedà interromput per la guerra civil, i la frenada en tots els aspectes que suposà la postguerra, sobretot a causa de les idees imposades el 1939 i els models de vida que es van haver de seguir durant molts anys després de la caiguda de la II República.
| Cara a del paper de vint cèntims | Cara b del mateix paper moneda |
| Cara a del paper de vint cèntims | Cara b del mateix paper moneda |

## Festes i tradicions
Antigament, eren moltes les festes celebrades a Tremp, sobretot de caràcter religiós. La festa principal era la de la patrona de la ciutat, la Mare de Déu de Valldeflors, que se celebrava el 8 setembre, Diada de les Mares de Déu trobades. Ultra aquesta festa, se celebrava la festa de sant Bonifaci (14 de maig), la Mare de Déu de Gràcia, la festa de sant Roc, la de sant Jaume (totes elles amb capelles a la ciutat), la de sant Antoni del porquet, el 17 de gener (diada en què es ballava el contrapàs), la de sant Sebastià (festa votiva per la protecció del sant del còlera), la de sant Blai, la Candelera, el Carnaval, les festes eminentment religioses de Quaresma i Pasqua, amb Caramelles, etcètera, a més de moltes altres festes, com Reis o sant Joan, molt celebrades a tot e territori català.

## Tremp a la literatura catalana
L'any 1867, el poeta que utilitzava el pseudònim d'Armengol del Montsech aconseguí un accèssit a la Flor Natural als Jocs de Florals de la Llengua Catalana amb un poema intitulat A la Conca de Tremp. Aquest n'és el fragment més significatiu, reproduït en l'ortografia a l'ús el 1867:
| «                                                      | Adeu Tremp, la qu'en les vores del Noguera recolsada ab torres molt enfortida y ab dos rengles de muralles que ab la sanch de tos fills foren més d'una vegada regades aixecas ton ample front per demunt l'estesa plana coberta d'oliveres y de vinyas que molt valen. | » |
| — Armengol de Montsech, A la Conca de Tremp (fragment) | |   |

## Serveis turístics
Tremp, com a cap de comarca, concentra la majoria de serveis turístics de la comarca.
Cal destacar que hi ha un Alberg de la Generalitat de Catalunya, anomenat Alberg del Pallars. A part de l'alberg, des del punt de vista de l'allotjament, hi ha dos hotels a Tremp (Segle XX i Alegret), i tres hostals també a Tremp (Buenos Aires, la Canonja i Habitacions Gay). Fora de Tremp, només hi ha un hotel (Nerets) a Vilamitjana i una casa rural a Eroles, una altra a Fígols de Tremp i dues a Santa Engràcia.
D'establiments de restauració, també són la major part a Tremp. Són almenys 27, en total, que es distribueixen entre 11 restaurants i 16 bars.

## Fills i filles il·lustres
Categoria principal: Trempolins
- Pius Puigcorbé i Galceran (1853 - 1909): notari i delegat a l'Assemblea de Manresa (1892).
- Francesc Ramon Monrós i Fitó (1863 - 1944): escriptor i delegat a l'Assemblea de Manresa (1892).

## Centres d'ensenyament
- Col·legi Maria Immaculada (privat concertat, infantil, primària i secundària obligatòria)
- Col·legi Valldeflors (públic, infantil i primària)[8]
- INS de Tremp (públic, secundària obligatòria, batxillerat i cicles formatius)[9]

## Basílica de la Mare de Déu de Valldeflors

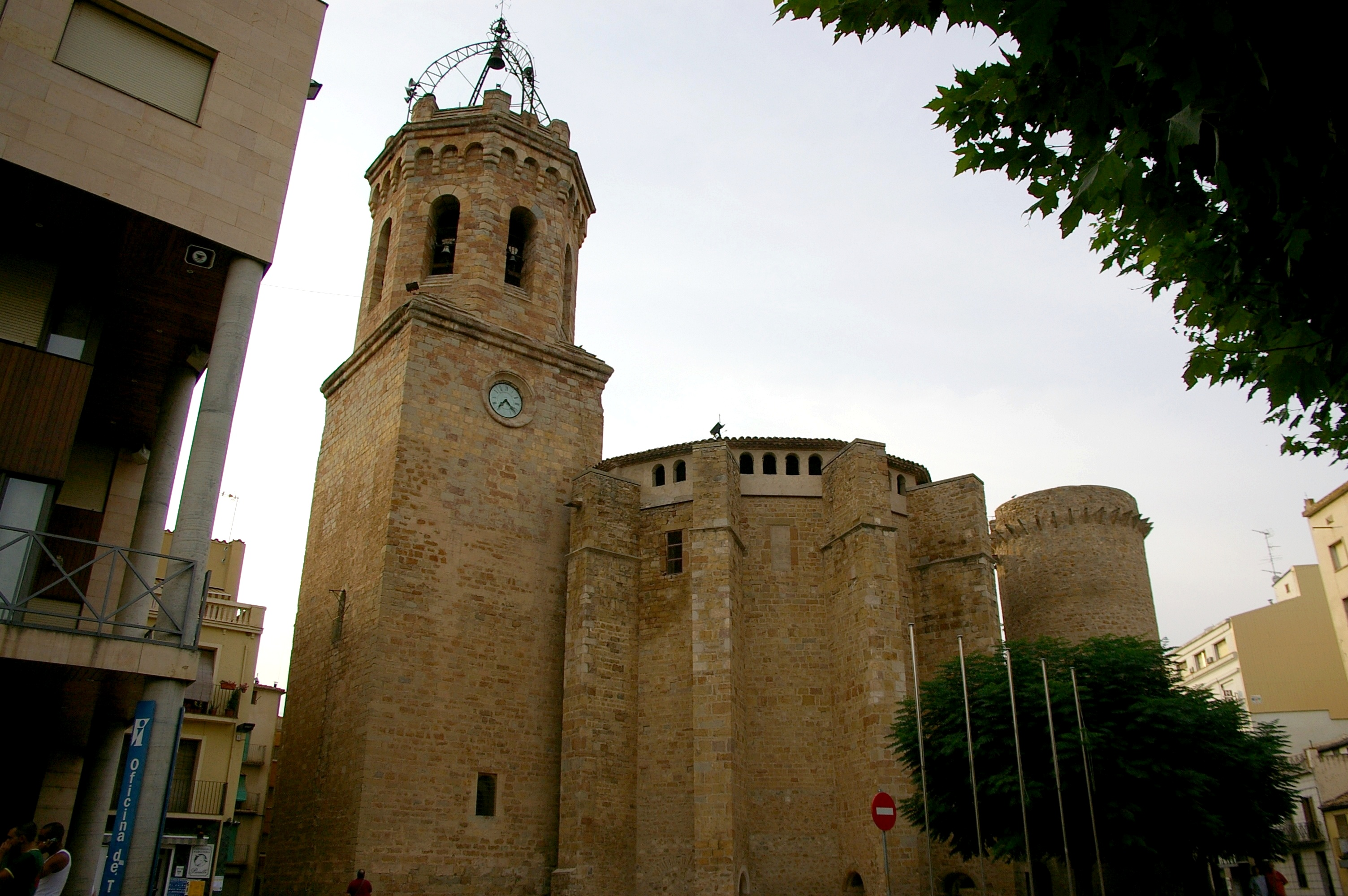
Basílica de Tremp orientada des de l'exterior

Temple neobarroc amb orígens al s.XI. L'última edificació és del 1642. Destaca la talla gòtica de la Mare de Déu de Valldeflors (s.XV), l'altar de St. Bonifaci (s.XVII) i l'orgue romàntic. Església basílica amb importants obres d'art en la que destaca la imatge gòtica de la Mare de Déu de Valldeflors junt amb l'orgue i la talla barroca del St.Crist.

### Elements a destacar
La retaulística catalana de l'època del barroc, és, sens dubte la tipologia artística que millor defineix a casa nostra és l'art del segle xvii i XVIII. Així, doncs, no és exagerat afirmar que dins l'anomenada imatgeria espanyola els escultors i retaulistes catalans s'igualen, i fins i tot superen els grans noms hispans.
Uns elements a destacar d'aquesta basílica son
- Retaule de la Sagrada Família amb un marc obra de Gaudí i una rèplica escultòrica de Llimona regalat a la Parròquia.[11]